# Ivanivka, Domanivka
Ivanivka (în ucraineană Іванівка) este un sat în comuna Suha Balka din raionul Domanivka, regiunea Mîkolaiiv, Ucraina.

## Demografie
Componența lingvistică a localității Ivanivka
     Ucraineană (95,56%)
     Rusă (3,33%)
     Română (1,11%)
Conform recensământului din 2001, majoritatea populației localității Ivanivka era vorbitoare de ucraineană (95,56%), existând în minoritate și vorbitori de rusă (3,33%) și română (1,11%).